# Piragüismo adaptado
El piragüismo adaptado es un deporte derivado del piragüismo, practicado por personas con discapacidad física. Está regulado por la Federación Internacional de Piragüismo. Forma parte del programa paralímpico desde la edición de Río de Janeiro 2016.